# Neivamyrmex bureni
Neivamyrmex bureni är en myrart som först beskrevs av Enzmann 1952.  Neivamyrmex bureni ingår i släktet Neivamyrmex och familjen myror. Inga underarter finns listade i Catalogue of Life.